# Provincia di Albacete
Albacete è una provincia della comunità autonoma della Castiglia-La Mancia, nella Spagna centrale.
Confina con le province di Ciudad Real a ovest, di Cuenca a nord, con la Comunità Valenciana (provincia di Valencia e di Alicante) a est, con la comunità autonoma di Murcia a sud e con l'Andalusia (province di Granada e di Jaén) a sud-ovest.
La superficie è di 14924 km², la popolazione nel 2006 era di 387 658 abitanti.
Il capoluogo è Albacete, altri centri importanti sono Almansa, Hellín e Villarrobledo.

## Comuni
| Comune                     | Abitanti |
| -------------------------- | -------- |
| Abengibre                  | 977      |
| Alatoz                     | 603      |
| Albacete                   | 159 518  |
| Albatana                   | 856      |
| Alborea                    | 827      |
| Alcadozo                   | 774      |
| Alcalá del Júcar           | 1 404    |
| Alcaraz                    | 1 766    |
| Almansa                    | 24 974   |
| Alpera                     | 2 389    |
| Aýna                       | 913      |
| Balazote                   | 2 576    |
| Balsa de Ves               | 226      |
| El Ballestero              | 527      |
| Barrax                     | 1 978    |
| Bienservida                | 786      |
| Bogarra                    | 1 121    |
| Bonete                     | 1 270    |
| El Bonillo                 | 3 174    |
| Carcelén                   | 651      |
| Casas de Juan Núñez        | 1 340    |
| Casas de Lázaro            | 427      |
| Casas de Ves               | 825      |
| Casas-Ibáñez               | 4 415    |
| Caudete                    | 9 553    |
| Cenizate                   | 1 239    |
| Corral-Rubio               | 451      |
| Cotillas                   | 176      |
| Chinchilla de Monte-Aragón | 3 375    |
| Elche de la Sierra         | 3 878    |
| Férez                      | 795      |
| Fuensanta                  | 388      |
| Fuente-Álamo               | 2 720    |
| Fuentealbilla              | 1 943    |
| La Gineta                  | 2 141    |
| Golosalvo                  | 110      |
| Hellín                     | 29 847   |
| La Herrera                 | 356      |
| Higueruela                 | 1 350    |
| Hoya-Gonzalo               | 833      |
| Jorquera                   | 511      |
| Letur                      | 1 209    |
| Lezuza                     | 1 708    |
| Liétor                     | 1 537    |
| Madrigueras                | 4 647    |
| Mahora                     | 1 379    |
| Masegoso                   | 119      |
| Minaya                     | 1 741    |
| Molinicos                  | 1 164    |
| Montalvos                  | 146      |
| Montealegre del Castillo   | 2 291    |
| Motilleja                  | 536      |
| Munera                     | 3 974    |
| Navas de Jorquera          | 533      |
| Nerpio                     | 1 639    |
| Ontur                      | 2 421    |
| Ossa de Montiel            | 2 421    |
| Paterna del Madera         | 484      |
| Peñas de San Pedro         | 1 222    |
| Peñascosa                  | 374      |
| Pétrola                    | 878      |
| Povedilla                  | 646      |
| Pozo Cañada                | 2 718    |
| Pozohondo                  | 1 840    |
| Pozo-Lorente               | 502      |
| Pozuelo                    | 671      |
| La Recueja                 | 321      |
| Riópar                     | 1 479    |
| Robledo                    | 459      |
| La Roda                    | 14 881   |
| Salobre                    | 615      |
| San Pedro                  | 1275     |
| Socovos                    | 1 936    |
| Tarazona de la Mancha      | 6 576    |
| Tobarra                    | 7 869    |
| Valdeganga                 | 1 881    |
| Vianos                     | 442      |
| Villa de Ves               | 67       |
| Villalgordo del Júcar      | 1 241    |
| Villamalea                 | 3 951    |
| Villapalacios              | 741      |
| Villarrobledo              | 24 729   |
| Villatoya                  | 167      |
| Villavaliente              | 285      |
| Villaverde de Guadalimar   | 450      |
| Viveros                    | 480      |
| Yeste                      | 3 597    |

## Patti d'amicizia e gemellaggi
La Provincia di Albacete ha un patto d'amicizia con:
- Provincia di Reggio Emilia